# Young Americans (песня)
«Young Americans» — композиция британского певца и композитора Дэвида Боуи. Она была выпущена ведущим синглом с его альбома Young Americans 21 февраля 1975 года на лейбле RCA Records.
В 2004 году журнал Rolling Stone поместил песню «Young Americans» в исполнении Дэвида Боуи на 481-е место своего списка «500 величайших песен всех времён». В списке 2011 года песня находится на 486 месте. А в 2016 году британский музыкальный журнал New Musical Express поместил её на 44-е место уже своего списка «200 величайших песен 70-x».

## История
Песня стала первым студийным результатом увлечения Боуи соул музыкой. "Young Americans" стала настоящим прорывом для музыканта в США (там сингл был выпущен в отредактированной версии 3:11). Звук песни позже описанный Боуи как "пластичный соул", был отмечен циничной лирикой

## Список композиций
Все песни за исключением отмеченных написаны Дэвидом Боуи

### Релиз в Великобритании
1. "Young Americans" – 5:10
2. "Suffragette City" (Live) – 3:45

### Релиз в США
1. "Young Americans" (сингл версия) – 3:16
2. "Knock on Wood" (Live) (Эдди Флойд, Стив Кроппер) – 3:03